# Cephalochilus draco
Cephalochilus draco är en stekelart som beskrevs av Giordani Soika 1970. Cephalochilus draco ingår i släktet Cephalochilus och familjen Eumenidae. Inga underarter finns listade.